# Distrito de Schwaz
El distrito de Schwaz es un distrito político del estado de Tirol (Austria). La capital del distrito es la ciudad de Schwaz.
El distrito limita con Baviera (Alemania) al norte, los distritos de Kufstein, Kitzbühel y Zell am See o Pinzgau al este, la provincia autónoma de Bolzano (Italia) al sur, y el distrito de Innsbruck-Land al oeste.
Desde el punto de vista geográfico, comprende la zona inferior del valle del río Eno, el valle de Zillertal con sus valles tributarios (como el  Tuxertal), y el valle de Achental con el lago Achensee. Entre las cadenas montañosas del distrito se encuentran los Alpes Tux, los Alpes Zillertal, los Alpes Kitzbühel, el Karwendel y el Rofan.

## Localidades (población año 2018)
- Achenkirch 2185
- Aschau im Zillertal 1866
- Brandberg 354
- Bruck am Ziller 1098
- Buch in Tirol 2548
- Eben am Achensee 3180
- Finkenberg 1421
- Fügen 4169
- Fügenberg 1405
- Gallzein 668
- Gerlos 790
- Gerlosberg 465
- Hainzenberg 731
- Hart im Zillertal 1587
- Hippach 1455
- Jenbach 7120
- Kaltenbach 1313
- Mayrhofen 3858
- Pill 1174
- Ramsau im Zillertal 1617
- Ried im Zillertal 1280
- Rohrberg 574
- Schlitters 1481
- Schwaz 13 728
- Schwendau 1725
- Stans 2035
- Steinberg am Rofan 286
- Strass im Zillertal 836
- Stumm 1885
- Stummerberg 844
- Terfens 2184
- Tux 1941
- Uderns 1845
- Vomp 5146
- Weer 1539
- Weerberg 2482
- Wiesing 2124
- Zell am Ziller 1758
- Zellberg 648